# Buddleja skutchii
Buddleja skutchii là một loài thực vật có hoa trong họ Huyền sâm. Loài này được Morton mô tả khoa học đầu tiên năm 1935.